# Синтетичен език
Синтетичен език е език, в който думите се състоят от повече от една морфема.

## Синтетични и аналитични езици
Синтетичните езици често се представят като противополжни на аналитичните. По-правилно е да се мисли за езиците като съществуващи в един континуум, в единия край на който се намират строго аналитичните (само една морфема на дума), а в другия силно полисинтетичните (в които една-единствена дума може да съдържа толкова информация, колкото едно цяло българско изречение). Синтетичните езици обикновено лежат по средата на тази скала

## Екземпляри
Синтетичните езици са многобройни. Обикновено примери за такива езици се дават с индоевропейските езици като немския и руския, с почти цялото алтайско семейство (включващо турски, монголски и тунгуските езици), с уралските езици (включващи фински, естонски и унгарски), с корейския и също така с много езици на двете Америки, включващи навахо, нахуатъл, мохаук и кечуа.

## Начини за синтез
Има няколко начина, по които един език може да бъде синтетичен:

### Производен синтез
При производния синтез морфеми от различен вид (съществителни, глаголи, афикси и т.н) се съединяват, за да се образуват нови думи. Например:
Немски: Luftkissenfahrzeug „въздух-възглавница-пътуване-машина" = „кораб на въздушна възглавница"
Гръцки: иперхолистеролемия (υπερχοληστερολαιμία) „прекалено много/висок-холестерол-кръв" = „хиперхолестеролемия"
Японски: тейшаеки (停車駅) „спирам-кола-място" = „място, където влакът спира"
Фински: pikakaurahiutaleannos „бърз-овес-люспа-дажба“ = „сервиране на бързо овесено брашно"

### Синтез за изразяване на граматични отношения
При синтеза, изразяващ граматични отношения, корените на думите се свързват с несамостоятелни морфеми, за да се покаже някаква граматична служба:
Нахуатъл: ocaltizquiya „вече-(тя)-него-къпя-щеше" = „тя щеше да го е изкъпала"
Японски: мисерарегатай (見せられ難い) „виждам-каузатив-страдателен залог-труден" = „трудно е да се покаже (това)"
Фински: juoksentelisinkohan „бягам-блуждаещо движение-условност-аз-въпрос-нехаен" = „чудя се дали трябва да бягам наоколо (безцелно)"
Фински: hiutaleannos = „дажба от люспици“; hiuta+le съдържа компонентите hiutua „тънея" и -le „малко нещо, породено от действието", а ann+os произлиза от antaa „давам“ и -os „голямо количество, прехвърлено или направено от действието“.

## Степени на синтетичност
За да онагледим приемствената същност на класификацията на аналитичните, синтетичните и полисинтетичните езици, по-долу са приведени няколко примера:

### Строго аналитични
Таитянски: Ua marere te manu na te ara означава „Птицата отлетя в далечината“. Почти всяка дума е самостоятелна морфема.

### По-скоро аналитични
Английски: He travelled by hovercraft on the sea означава „Той пътуваше с кораб на въздушна възглавница по морето“. До голяма степен аналитичен, но и travelled (пътуваше) и hovercraft (кораб на въздушна възглавница) имат по две морфеми, първата дума е пример за синтез, изразяващ граматични отношения (travel-корен и -ed – окончание за минало време), а втората за производен синтез (hover + craft).

### По-скоро синтетични
Японски: Уаташитачи ни тоте, коно наку кодомо но шашин уа мисерарегатай моно десу (私たちにとって、この泣く子供の写真は見せられ難いものです。) означава строго буквално, „В нашия случай, тези картини на плачещи деца са неща, които са трудни да се покажат“ и приблизително Не можем да търпим да ни се показват тези картини на плачещи деца на по-идиоматичен български. В този пример почти всяка дума има повече от една морфема, а някои имат чак пет (частиците ни, но, уа са енклитики, които означават определен падеж, тоест те фонетично са част от предишната дума).

### Много синтетични
Фински: Ka"ytta"ytyessa"a"n tottelemattomasti oppilas saa ja"lki-istuntoa означава „Ако се държи непослушно, ученикът ще получи наказние“. Практически всяка дума е производна и/или склонена/спрегната, и една дума може да се смята за полисинтетична.

### Полисинтетични
Мохокски: Washakotya'tawitsherahetkvhta'se означава „Той съсипа роклята ѝ“ (строго буквално „Той направи нещото, което човек си слага по тялото, грозно за нея“). Цялата дума изразява идея, която би се изразила чрез цяло изречение в един неполисинтетичен език.
Адигейски език е един от двата черкезки езика, разпространен предимно в Западен Кавказ. Полисинтетичен.

## Олигосинтез
Олигосинтетичните езици са теоретично понятие, създадено от Бенджамин Уорф, за които в естествените езици няма съществуващи примери. Такива езици биха функционирали като синтетични, но биха използвали много ограничен набор от морфеми (може би само няколкостотин). Уорф предложил, че нахуатъл е бил олигосинтетичен, но оттогава повечето езиковеди се отнасят скептично към това предположение.